# Přebor Olomouckého kraje 2002/2003
V soubojích 12. ročníku Přeboru Olomouckého kraje 2002/03 (jedna ze skupin 5. fotbalové ligy) se utkalo 16 týmů každý s každým dvoukolovým systémem podzim–jaro. Tento ročník začal v srpnu 2002 a skončil v neděli 22. června 2003 zbývajícími čtyřmi zápasy 28. kola (utkání 29. a 30. kola byla předehrána).
Jednalo se o první ročník Přeboru Olomouckého kraje, který navazoval na předešlých 11 ročníků Hanáckého župního přeboru. Před sezonou došlo k reorganizaci soutěží (župy → kraje).

## Nové týmy v sezoně 2002/03
- Z Divize D 2001/02 ani z Divize E 2001/02 nesestoupilo do Přeboru Olomouckého kraje žádné mužstvo.
- Ze skupin I. A třídy Hanácké župy 2001/02 postoupila mužstva SK Omya Vápenná (2. místo ve skupině A), TJ Zlaté Hory (3. místo ve skupině A), FK Brodek u Přerova (vítěz skupiny B) a TJ Sigma Hodolany (2. místo ve skupině B).[2] Mužstvo SKP Slovan Moravská Třebová (vítěz skupiny A) postoupilo do nově vzniknuvšího Přeboru Pardubického kraje.[2]

## Konečná tabulka
Zdroj: 
| Poř. | Tým                     | Z  | V  | R  | P  | VG | OG | B  |
| ---- | ----------------------- | -- | -- | -- | -- | -- | -- | -- |
| 1.   | SK Králová 1954         | 30 | 17 | 8  | 5  | 63 | 32 | 59 |
| 2.   | FK Jeseník              | 30 | 15 | 11 | 4  | 47 | 26 | 56 |
| 3.   | TJ Sokol Protivanov     | 30 | 16 | 7  | 7  | 55 | 37 | 55 |
| 4.   | FK Šternberk            | 30 | 15 | 6  | 9  | 58 | 35 | 48 |
| 5.   | FC Kralice na Hané      | 30 | 13 | 8  | 9  | 47 | 29 | 47 |
| 6.   | FK Brodek u Přerova (N) | 30 | 12 | 9  | 9  | 47 | 40 | 45 |
| 7.   | TJ Tatran Litovel       | 30 | 11 | 11 | 8  | 41 | 37 | 44 |
| 8.   | TJ Sigma Hodolany (N)   | 30 | 11 | 8  | 11 | 44 | 51 | 41 |
| 9.   | TJ Zlaté Hory (N)       | 30 | 11 | 5  | 14 | 56 | 58 | 38 |
| 10.  | FK Hlubočky             | 30 | 9  | 9  | 12 | 47 | 54 | 36 |
| 11.  | TJ Sokol Konice         | 30 | 8  | 11 | 11 | 44 | 48 | 35 |
| 12.  | FC Dolany               | 30 | 10 | 5  | 15 | 28 | 41 | 35 |
| 13.  | FK SAN-JV Šumperk       | 30 | 9  | 6  | 15 | 39 | 47 | 33 |
| 14.  | SK Omya Vápenná (N)     | 30 | 8  | 7  | 15 | 56 | 86 | 31 |
| 15.  | SK Bělkovice-Lašťany    | 30 | 7  | 9  | 14 | 37 | 48 | 30 |
| 16.  | TJ Tatran Supíkovice    | 30 | 6  | 4  | 20 | 44 | 84 | 22 |

Poznámky:
- Z = Odehrané zápasy; V = Vítězství; R = Remízy; P = Prohry; VG = Vstřelené góly; OG = Obdržené góly; B = Body; (S) = Mužstvo sestoupivší z vyšší soutěže; (N) = Mužstvo postoupivší z nižší soutěže (nováček)

|  | Postup do Divize E 2003/04                             |
|  | Sestup do I. A třídy Olomouckého kraje – sk. A 2003/04 |